# Гантухова, Даниэла
Да́ниэла Га́нтухова (словац. Daniela Hantuchová; родилась 23 апреля 1983 года в Попраде, Чехословакия) — словацкая профессиональная теннисистка; обладательница карьерного Большого шлема в миксте; финалистка трёх турниров Большого шлема в женском парном разряде, полуфиналистка одного турнира Большого шлема в одиночном разряде; бывшая пятая ракетка мира в одиночном и парном разряде; победительница 16 турниров WTA (семь — в одиночном разряде); обладательница Кубка Федерации (2002) и Кубка Хопмана (2005) в составе национальной сборной Словакии, финалистка парного турнира Orange Bowl (1998); бывшая шестая ракетка мира в юниорском парном рейтинге.

## Общая информация
Даниэла — младшая из двух детей Игоря Гантуха и Марианны Гантуховой; её брата также зовут Игорь. Уроженка Попрада — единственный профессиональный спортсмен в семье.
Игровой стиль Гантуховой можно охарактеризовать, как агрессивный, с использованием глубоких, плоских ударов. У неё хорошая, вариативная подача, мощный удар справа и надежный бэкхенд. Даниэла уверенно чувствует себя у сетки, обладая приличной игрой с лёта. Слабыми местами словачки являются плохое передвижение по корту и психологическая неустойчивость: проиграв несколько мячей своими неудачными действиями она способна надолго потерять концентрацию и проиграть даже тот матч, где у неё имелось существенное преимущество не только по счёту, но и по игре. В ходе матчей Гантухова действует в атакующем ключе, показывая свои лучшие результаты на быстрых покрытиях.
Даниэла известна своей большой активностью в околоспортивной сфере: словачка активно участвует в различных модельных фотосессиях, заработки от которых пускает на благотворительные цели. Гантухова выпускала собственный фотокалендарь, а также снималась, в том числе и обнажённой, для таких журналов как Sports Illustrated, Hello! и ESPN Body Issue.

## Спортивная карьера
Юниорские годы
Даниэла выделялась на общем фоне уже в юниорском туре: в 1997 году в ставе сборной Словакии среди 14-летних она добралась до финала командного кубка мира в этом возрасте, а через год повторила этот результат в составе сборной среди 16-летних. Параллельно Гантухова начала играть соревнования и среди 18-летних, где в 1998 году добилась своего первого заметного успеха: на дебютном турнире Большого шлема — на Roland Garros — словачка добралась до четвертьфинала одиночного турнира. Не нацеливаясь на особые результаты на подобных турнирах, Даниэла отыграла в юниорском туре ещё чуть больше года, отметившись вместе с Лурдес Домингес Лино в финале парного турнира Orange Bowl и добравшись до 13-й строчки в местной одиночной классификации и до шестой — в парной.
Ранние годы
Дебют во взрослом туре также пришёлся на 1998 год: словачка сыграла в отборе домашнего грунтового 75-тысячника в Братиславе и успешно прошла его. Через год расписание турниров заметно расширилось: весной Гантухова добралась до полуфинала ещё одного братиславского 75-тысячника, а спустя две неделе выиграла из квалификации 25-тысячник в Миссисипи; в июне Даниэла впервые сыграла на соревновании WTA, попробовав себя в квалификации травяного турнира в Бирмингеме. До конца года словачка выиграла ещё один небольшой турнир ITF в одиночном разряде, а также выиграла дебютный парный титул. В июле она дебютировала во взрослой сборной страны в Кубке Федерации. За сезон удалось набрать достаточный рейтинг, чтобы начать следующий год в отборе Australian Open: дебютного для Даниэлы взрослого турнира Большого шлема. В сезоне-2000 постепенный прогресс продолжился: словачка постепенно копила уверенность в себе, повышала стабильность результатов и к концу сезона преодолела ещё сотню позиций в одиночной классификации. В ноябре, вместе с соотечественницей Кариной Габшудовой, Гантухова выиграла свой дебютный парный титул WTA, победив на домашнем зальном призе в Братиславе.
В 2001 году наступила следующая фаза качественного улучшения результатов. В одиночном разряде словачка смогла подняться в первую полусотню рейтинга, сыграть в основной сетке каждого турнира Большого шлема, одержать свои первые победы на соревнованиях этой серии. На призах регулярного турнира Даниэла всё чаще играла не только в основных сетках, но и добиралась до поздних стадий соревнования: дважды — Оклахоме и Бирмингеме — сыграв в полуфинале. В парном разряде словачка также впервые смогла сыграть на каждом из соревнований Большого шлема, а в мае, вместе с Генриетой Надьовой, Гантухова из квалификации пробилась в полуфинал крупного турнира в Риме, попутно переиграв две сеянные пары: Навратилова / Санчес Викарио и Сугияма / Пьерс. В июне пришёл первый успех в миксте: вместе с чехом Леошем Фридлем Даниэла один за другим выиграла шесть матчей на Уимблдоне, пробившись сначала в финал, а затем и завоевав общий титул. Поздней осенью — в Люксембурге — словачка завоевала ещё один парный титул, победив на местном зальном соревновании вместе с Еленой Бовиной.
2002
Следующий сезон принёс ещё одну стадию качественного улучшения игры и стабильности результатов, на короткое время поднявший Даниэлу в элитную десятку обоих профессиональных рейтингов. В одиночном разряде Гантухова дважды смогла добраться до четвертьфиналов на турнирах Большого шлема (на Уимблдоне и US Open), на каждом из которых переиграв по одной сопернице из Top10 текущего рейтинга. На турнирах регулярного тура всё также складывалось весьма успешно: в марте словачка победила на крупном турнире в Индиан-Уэллсе (переиграв в финале тогдашнюю четвёртую ракетку мира Мартину Хингис), а далее регулярно бывала в четвертьфиналах и полуфиналах соревнований старших категорий, но до финала добравшись лишь раз. К концу сезона словачка уверенно закрепилась в лидирующей группе чемпионской гонки, обеспечив себе право сыграть на Итоговом турнире, где, несмотря на удачную жеребьёвку, не блеснула, уступив уже на старте. Парный год был начат вместе с уже весьма опытной Аранчей Санчес Викарио: европейки уверенно провели первую половину года, сыграв в финале Australian Open и ряда более мелких турниров, но во второй половине сезона из-за проблем со здоровьем у испанки стали реже играть вместе и даже отобравшись на парный Итоговый турнир на нём не сыграли.
В отсутствии Аранчи Даниэла весьма успешно сыгралась с Ай Сугиямой, на двух совместных турнирах во время летней североамериканской хардовой серии добравшись до титульных матчей. Также продолжились прошлогодние успехи в соревнованиях смешанных пар: Гантухова отыграла сезон вместе с зимбабвийцем Кевином Ульеттом и на двух турнирах Большого шлема смогла добраться до решающего матча: в Австралии переиграв альянс Этлис / Суарес, а на Уимблдоне уступив паре Бхупати / Лиховцева. Сверхуспешный сезон имел и достойное завершение: Гантухова, вместе с Мартиной Сухой и Жанеттой Гусаровой последовательно переиграли сборные Швейцарии, Франции, Италии и Испании и принесли своей национальной команде первый в её истории титул в Кубке Федерации.
2003-05
После пика результатов наступил локальный спад: словачка некоторое время сохраняла прошлогодний уровень результатов — сыграв в четвертьфинале на Australian Open, регулярно бывая на поздних стадиях более мелких турниров, однако постепенно поражения стали следовать всё чаще и к концу года Даниэла опустилась в конец второй десятки, так и не сыграв ни в одном одиночном финале на соревнованиях ассоциации. Парный сезон также прошёл хуже, чем годом ранее: относительные успехи пришлись лишь на австралийский и французский турниры Большого шлема: на первом Гантухова, вместе с Меганн Шонесси, добралась до четвертьфинала, а на втором словачка, вместе с Чандой Рубин, сыграла в полуфинале. В миксте единственный удачный турнир также пришёлся на Австралию, где Даниэла и Кевин Ульетт добрались до полуфинала. Одной из причин заметного спада результатов словачки во второй половине года стали проблемы в семье, приведшие к разводу родителей. В сезоне-2004 игровой кризис усугубился: Гантухова в какой-то момент покинула первую полусотню в обоих рейтингах, но в одиночном разряде вскоре решила часть игровых проблем, добравшись до финала на турнире в Истборне, где была переиграна Амели Моресмо. Даниэла перестала столь часто проигрывать уже на старте и к концу сезона поднялась на 31-ю строчку рейтинга. Единственный серьёзный парный успех того года связан с Roland Garros: вместе с Тоддом Вудбриджем словачка добралась до полуфинала местного соревнования среди смешанных пар.
В 2005 году её результаты продолжили постепенный рост: Даниэла заметно повысила качество своих пиковых результатов, четырежды добралась до третьего круга на одиночных турнирах Большого шлема и постепенно вернулась в Top20. Единственный финал по ходу сезона пришёлся на августовское соревнование в Лос-Анджелесе, где словачка уступила в титульном матче Ким Клейстерс. Парный год был отмечен удачным сотрудничеством с Мартиной Навратиловой, Ай Сугиямой и Анастасией Мыскиной, но самым продолжительным и продуктивным оказался альянс с японкой, принёсший три финала на соревнованиях регулярного тура и четвертьфинал на Уимблдоне. Наладились дела и в миксте: сотрудничество с Фабрисом Санторо и Махешем Бхупати позволило словачке выиграть сразу два турнира Большого шлема: во Франции и США и оформить карьерный Большой шлема в этом разряде. На этот же сезон пришёлся и ещё один командный успех Даниэлы: вместе с Домиником Хрбаты она принесла Словакии победу в Кубке Хопмана, где в финале была переиграна аргентинская команда.
2006-08
В 2006 году уровень одиночных результатов сохранился: небольшой качественный рост стабильности на одних крупных турнирах компенсировался неудачами на других. На соревнованиях серии Большого шлема Даниэла во второй раз за карьеру одержала выиграла сразу десяток матчей в рамках календарного года — трижды добравшись до четвёртого раунда. Единственный финал пришёлся на осеннюю зальную серию, где Гантухова добралась до финала турнира высшей категории в Цюрихе, переиграв Светлану Кузнецову. Через год одиночные результаты, наконец, вернулись на былой уровень: словачка побывала четырёх финалах, а в марте выиграла первый за пять лет титул, повторно выиграв крупное соревнование в Индиан-Уэллсе. Общая нарастающая стабильность позволила регулярно бывать на поздних стадиях средних и крупных соревнований регулярного тура, что даже при регрессе результатов на турнирах Большого шлема позволило ей к концу года подняться в Top10 и сыграть на Итоговом турнире. В парном разряде продолжилось сотрудничество с Сугиямой: альянс побывал в 2006 году в четырёх финалах — выиграв крупный турнир в Риме, но уступив в финале Roland Garros команде Реймонд / Стосур. Через год результаты заметно пошли на спад и японка с весенней североамериканской серии предпочла прервать сотрудничество; Даниэла не смогла найти ей адекватную замену и к концу сезона опустилась в пятый десяток классификации.
2008-11
В 2008 году должна была последовать следующая стадия прогресса, но несколько неприятных поражений: в полуфинале Australian Open от Аны Иванович и четвертьфинале турнира в Индиан-Уэллсе от Марии Шараповой привели к потере столь проблемно набранной уверенности и началу очередного значительного спада. Весной к игровым проблемам добавились проблемы со здоровьем: из-за лечения правой ноги пришлось пропустить весь грунтовый сезон. Возвращение в тур не прошло гладко и Гантухова постепенно откатилась в третий десяток рейтинга. В межсезонье сильно поправить качество результатов не удалось, но постепенно уровень результатов вновь стал нарастать и концу года словачка компенсировала списанные за полуфинал австралийского турнира Большого шлема очки и вновь закрепилась в третьем десятке. В 2009-м же году возобновилось сотрудничество с Сугиямой, пожелавшей провести свой последний сезон в протуре вместе с Даниэлой. Альянс побывал в трёх финалах, но каждый раз оказывался слабее соперниц; один из этих титульных матчей пришёлся на турнир Большого шлема — в Австралии, где Даниэла и Ай переиграли в четвертьфинале первую пару посева: Блэк / Хубер.
В 2010 году одиночные результаты вновь чуть упали: словачка не слишком удачно сыграла на крупнейших соревнованиях регулярного тура, часто уступая уже в первом матче, из-за чего покинула Top30; спад мог быть ещё заметнее, но большое количество выигранных матчей на турнирах Большого шлема чуть стабилизировало её положение в рейтинге. Через год результаты чуть стабилизировались на всех турнирах, Даниэла дважды добралась до финалов небольших турниров и выиграла один титул. В этом же сезоне словачка вновь стала серьёзно играть парные турниры: вместе с Агнешкой Радваньской поднявшись в Top20 рейтинга, выиграв крупное соревнование в Майами и добравшись до полуфинала на US Open.
2012-13
В 2012 году словачка могла вновь подняться в Top20, весьма результативно начав год, дважды за первые шесть недель добравшись до финалов соревнований ассоциации. Однако подобный уровень результатов не удалось продержать долго, а перед началом грунтового сезона добавилась ещё одна проблема: в матче Кубка Федерации Даниэла усугубила проблему со ступнёй, выбыв из строя до июня. Остаток года после возвращения принёс лишь один полуфинал при общих не слишком высоких результатах. Через год, уже без травм, словачка ещё ниже опустилась в рейтинге, при этом третий год подряд выиграв одиночный титул: в Бирмингеме, впервые победив на травяном турнире; а также впервые за пять лет добравшись до четвертьфинала на турнире Большого шлема: на US Open, воспользовавшись посильной сеткой. Летом этого же года при поддержке Гантуховой вернулась в протур Мартина Хингис, сыгравшая со словачкой несколько парных турниров во время летней хардовой серии.
2014-16
2017
Словачке, покинувшей топ-200 рейтинга, не сопутствует удача: на турнирах WTA она не проходит дальше второго раунда основной сетки, а на единственном сыгранном турнире Большого шлема — Australian Open — проигрывает в первом раунде квалификации. Локальный успех случился на 25-тысячнике в Пуле, где Даниэла остановилась в шаге от финала турнира. Не играя в рамках тура с мая 2017 года, Гантухова 6 июля объявила о завершении профессиональной карьеры теннисистки.
Сборная и национальные турниры
Очень рано — уже в 16 лет — Гантухова провела свой первый матч за национальную команду в Кубке Федерации: Даниэла была заявлена третьим номером на полуфинал турнира 1999 года против россиянок и сыграла в ничего не решавшей парной встрече. За следующие несколько лет, улучшая результаты личных турниров, словачка Гантухова постепенно стала и неотъемлемой частью заявки сборной, где она была одним из двух основных игроков на одиночные встречи; словацкая команда в начале 2000-х уверенно держалась в элитной группе турнира, а в 2002 году, впервые со времён объединённой сборной Чехословакии, добралась и до решающего матча, где в матчевой встрече против испанок, усилиями Даниэлы, сначала создала решающий отрыв, а затем и довела игру до победы. В 2004-05 годах Гантухова некоторое время не принимала участие в турнире, что стоило Словакии вылета в региональную зону турнира, однако уже в 2006 году при участии Даниэлы и ряда молодых теннисисток европейская команда уверенно выиграла свою группу и вернулась в элитный турнир. С момента дебюта Гантухова на протяжении 13 сезонов проводила в Кубке Федерации как минимум одну игру, успев переписать на себя лучшие результаты в истории сборной по числу лет участия в турнире, общему числу побед и побед только в одиночных матчах.
Даниэла принимала участие и в другом командном национальном турнире: австралийском Кубке Хопмана, став в сезоне-2003 третьей представительницей Словакии, сыгравшей в этом соревновании. Первый опыт ограничился участием в матчах групповой стадии, но уже в 2004 и 2005 годах словацкая команда добиралась до титульного матча: сначала уступив титул сборной США, а затем взяв верх над аргентинцами. В 2003 и 2005 годах партнёром Гантуховой выступал Доминик Хрбаты, а в 2004 году вместе с ней сыграл Кароль Кучера.
Будучи одним из лидеров национального тенниса на протяжении многих сезонов и стабильно держась в первой полусотне одиночного рейтинга словачка регулярно получала право играть в Олимпийском теннисном турнире, однако за три участия в нём Даниэла так и не выиграла ни одного матча в парном соревновании, а в одиночном лишь раз пробившись в третий раунд.

## Рейтинг на конец года
| Год  | Одиночный рейтинг | Парный рейтинг |
| 2016 | 227               | 535            |
| 2015 | 81                | 82             |
| 2014 | 64                | 87             |
| 2013 | 33                | 49             |
| 2012 | 32                | 66             |
| 2011 | 24                | 18             |
| 2010 | 30                | 93             |
| 2009 | 24                | 13             |
| 2008 | 21                | 54             |
| 2007 | 9                 | 44             |
| 2006 | 18                | 13             |
| 2005 | 19                | 13             |
| 2004 | 31                | 62             |
| 2003 | 19                | 28             |
| 2002 | 8                 | 8              |
| 2001 | 37                | 56             |
| 2000 | 108               | 192            |
| 1999 | 201               | 279            |

## Выступления на турнирах

### Финалы турнировWTAв одиночном разряде (16)

#### Победы (7)
| Легенда: До 2009 года          | Легенда: С 2009 года    |
| ------------------------------ | ----------------------- |
| Турниры Большого Шлема (0+0+4) |                         |
| Олимпиада (0)                  |                         |
| Итоговый чемпионат года (0)    |                         |
| 1-я категория (2+1)            | Premier Mandatory (0+1) |
| 2-я категория (1+4)            | Premier 5 (0)           |
| 3-я категория (0+2)            | Premier (0)             |
| 4-я категория (0+1)            | International (4)       |
| 5-я категория (0)              | International (4)       |

| Титулы по покрытиям | Титулы по месту проведения матчей турнира |
| ------------------- | ----------------------------------------- |
| Хард (6+5+2)        | Зал (1+3)                                 |
| Грунт (0+2+1)       | Зал (1+3)                                 |
| Трава (1+1+1)       | Открытый воздух (6+6+4)                   |
| Ковёр (0)           | Открытый воздух (6+6+4)                   |

| №  | Дата            | Турнир                    | Покрытие | Соперница в финале | Счёт           |
| 1. | 16 марта 2002   | Индиан-Уэллс, США         | Хард     | Мартина Хингис     | 6-3 6-4        |
| 2. | 18 марта 2007   | Индиан-Уэллс, США (2)     | Хард     | Светлана Кузнецова | 6-3 6-4        |
| 3. | 28 октября 2007 | Линц, Австрия             | Хард(i)  | Патти Шнидер       | 6-4 6-2        |
| 4. | 13 февраля 2011 | Паттайя, Таиланд          | Хард     | Сара Эррани        | 6-0 6-2        |
| 5. | 12 февраля 2012 | Паттайя, Таиланд (2)      | Хард     | Мария Кириленко    | 6-7(4) 6-3 6-3 |
| 6. | 16 июня 2013    | Бирмингем, Великобритания | Трава    | Донна Векич        | 7-6(5) 6-4     |
| 7. | 15 февраля 2015 | Паттайя, Таиланд (3)      | Хард     | Айла Томлянович    | 3-6 6-3 6-4    |

#### Поражения (9)
| №  | Дата             | Турнир                    | Покрытие | Соперница в финале     | Счёт           |
| 1. | 13 октября 2002  | Фильдерштадт, Германия    | Хард(i)  | Ким Клейстерс          | 6-4 3-6 4-6    |
| 2. | 19 июня 2004     | Истборн, Великобритания   | Трава    | Светлана Кузнецова     | 6-2 6-7(2) 4-6 |
| 3. | 14 августа 2005  | Лос-Анджелес, США         | Хард     | Ким Клейстерс          | 4-6 1-6        |
| 4. | 22 октября 2006  | Цюрих, Швейцария          | Хард(i)  | Мария Шарапова         | 1-6 6-4 3-6    |
| 5. | 16 сентября 2007 | Бали, Индонезия           | Хард     | Линдсей Дэвенпорт      | 4-6 6-3 2-6    |
| 6. | 30 сентября 2007 | Люксембург                | Хард(i)  | Ана Иванович           | 6-3 4-6 4-6    |
| 7. | 7 марта 2010     | Монтеррей, Мексика        | Хард     | Анастасия Павлюченкова | 6-1 1-6 0-6    |
| 8. | 13 июня 2011     | Бирмингем, Великобритания | Трава    | Сабина Лисицки         | 3-6 2-6        |
| 9. | 7 января 2012    | Брисбен, Австралия        | Хард     | Кайя Канепи            | 2-6 1-6        |

### Финалы турнировITFв одиночном разряде (3)

#### Победы (3)
| Легенда:         |
| ---------------- |
| 100.000 USD (0)  |
| 75.000 USD (0)   |
| 50.000 USD (1)   |
| 25.000 USD (2+1) |
| 10.000 USD (0)   |

| Титулы по покрытиям | Титулы по месту проведения матчей турнира |
| ------------------- | ----------------------------------------- |
| Хард (2)            | Зал (0)                                   |
| Грунт (1+1)         | Зал (0)                                   |
| Трава (0)           | Открытый воздух (3+1)                     |
| Ковёр (0)           | Открытый воздух (3+1)                     |

| №  | Дата             | Турнир       | Покрытие | Соперница в финале | Счёт        |
| 1. | 23 мая 1999      | Джексон, США | Хард     | Милагрос Секера    | 6-2 6-1     |
| 2. | 12 сентября 1999 | Фано, Италия | Грунт    | Флора Перветти     | 6-4 5-7 6-2 |
| 3. | 20 августа 2000  | Бронкс, США  | Хард     | И Цзинцянь         | 6-4 6-4     |

### Финалы турниров Большого шлема в парном разряде (3)

#### Поражения (3)
| №  | Год  | Турнир                           | Покрытие | Партнёрша             | Соперницы в финале            | Счёт           |
| 1. | 2002 | Открытый чемпионат Австралии     | Хард     | Аранча Санчес Викарио | Анна Курникова Мартина Хингис | 2-6 7-6(4) 1-6 |
| 2. | 2006 | Открытый чемпионат Франции       | Грунт    | Ай Сугияма            | Лиза Реймонд Саманта Стосур   | 3-6 2-6        |
| 3. | 2009 | Открытый чемпионат Австралии (2) | Хард     | Ай Сугияма            | Винус Уильямс Серена Уильямс  | 3-6 3-6        |

### Финалы турнировWTAв парном разряде (21)

#### Победы (9)
| №  | Дата            | Турнир                    | Покрытие | Партнёрша             | Соперницы в финале                | Счёт              |
| 1. | 29 октября 2000 | Братислава, Словакия      | Хард(i)  | Карина Габшудова      | Петра Мандула Патриция Вартуш     | Без игры          |
| 2. | 28 октября 2001 | Люксембург                | Хард(i)  | Елена Бовина          | Бьянка Ламаде Патти Шнидер        | 6-3 6-3           |
| 3. | 14 апреля 2002  | Амелия-Айленд, США        | Грунт    | Аранча Санчес Викарио | Мария-Эмилия Салерни Оса Свенссон | 6-4 6-2           |
| 4. | 24 августа 2002 | Нью-Хэйвен, США           | Хард     | Аранча Санчес Викарио | Татьяна Гарбин Жанетта Гусарова   | 6-3 1-6 7-5       |
| 5. | 12 июня 2005    | Бирмингем, Великобритания | Трава    | Ай Сугияма            | Элени Данилиду Дженнифер Расселл  | 6-2 6-3           |
| 6. | 9 октября 2005  | Фильдерштадт, Германия    | Хард(i)  | Анастасия Мыскина     | Квета Пешке Франческа Скьявоне    | 6-0 3-6 7-5       |
| 7. | 4 марта 2006    | Доха, Катар               | Хард     | Ай Сугияма            | Ли Тин Сунь Тяньтянь              | 6-4 6-4           |
| 8. | 21 мая 2006     | Рим, Италия               | Грунт    | Ай Сугияма            | Квета Пешке Франческа Скьявоне    | 3-6 6-3 6-1       |
| 9. | 3 апреля 2011   | Майами, США               | Хард     | Агнешка Радваньская   | Надежда Петрова Лизель Хубер      | 7-6(5) 2-6 [10-8] |

#### Поражения (12)
| №   | Дата            | Турнир                           | Покрытие | Партнёрша             | Соперницы в финале                       | Счёт              |
| 1.  | 27 января 2002  | Открытый чемпионат Австралии     | Хард     | Аранча Санчес Викарио | Мартина Хингис Анна Курникова            | 2-6 7-6(4) 1-6    |
| 2.  | 5 мая 2002      | Гамбург, Германия                | Грунт    | Аранча Санчес Викарио | Мартина Хингис Барбара Шетт              | 1-6 1-6           |
| 3.  | 12 мая 2002     | Берлин, Германия                 | Грунт    | Аранча Санчес Викарио | Елена Дементьева Жанетта Гусарова        | 6-0 6-7(3) 2-6    |
| 4.  | 4 августа 2002  | Сан-Диего, США                   | Хард     | Ай Сугияма            | Елена Дементьева Жанетта Гусарова        | 2-6 4-6           |
| 5.  | 11 августа 2002 | Лос-Анджелес, США                | Хард     | Ай Сугияма            | Ким Клейстерс Елена Докич                | 3-6 3-6           |
| 6.  | 7 августа 2005  | Сан-Диего, США (2)               | Хард     | Ай Сугияма            | Кончита Мартинес Вирхиния Руано Паскуаль | 7-6(7) 1-6 5-7    |
| 7.  | 23 октября 2005 | Цюрих, Швейцария                 | Хард(i)  | Ай Сугияма            | Кара Блэк Рене Стаббс                    | 7-6(6) 6-7(4) 3-6 |
| 8.  | 11 июня 2006    | Открытый чемпионат Франции       | Грунт    | Ай Сугияма            | Лиза Реймонд Саманта Стосур              | 3-6 2-6           |
| 9.  | 13 августа 2006 | Лос-Анджелес, США (2)            | Хард     | Ай Сугияма            | Вирхиния Руано Паскуаль Паола Суарес     | 3-6 4-6           |
| 10. | 1 февраля 2009  | Открытый чемпионат Австралии (2) | Хард     | Ай Сугияма            | Серена Уильямс Винус Уильямс             | 3-6 3-6           |
| 11. | 9 мая 2009      | Рим, Италия                      | Грунт    | Ай Сугияма            | Се Шувэй Пэн Шуай                        | 5-7 6-7(5)        |
| 12. | 3 октября 2009  | Токио, Япония                    | Хард     | Ай Сугияма            | Алиса Клейбанова Франческа Скьявоне      | 4-6 2-6           |

### Финалы турнировITFв парном разряде (1)

#### Победы (1)
| №  | Дата         | Турнир             | Покрытие | Партнёрша   | Соперницы в финале                                   | Счёт           |
| 1. | 11 июля 1999 | Чивитанова, Италия | Грунт    | Ева Дюрберг | Роса-Мария Андрес-Родригес Кончита Мартинес-Гранадос | 7-6(3) 4-6 6-3 |

### Финалы турниров Большого Шлема в смешанном парном разряде (5)

#### Победы (4)
| №  | Год  | Турнир                       | Покрытие | Партнёр        | Соперники в финале               | Счёт        |
| 1. | 2001 | Уимблдон                     | Трава    | Леош Фридль    | Лизель Хорн Майк Брайан          | 4-6 6-3 6-2 |
| 2. | 2002 | Открытый чемпионат Австралии | Хард     | Кевин Ульетт   | Паола Суарес Гастон Этлис        | 6-3 6-2     |
| 3. | 2005 | Открытый чемпионат Франции   | Грунт    | Фабрис Санторо | Мартина Навратилова Леандер Паес | 3-6 6-3 6-2 |
| 4. | 2005 | Открытый чемпионат США       | Хард     | Махеш Бхупати  | Катарина Среботник Ненад Зимонич | 6-4 6-2     |

#### Поражения (1)
| №  | Год  | Турнир   | Покрытие | Партнёр      | Соперники в финале            | Счёт        |
| 1. | 2002 | Уимблдон | Трава    | Кевин Ульетт | Елена Лиховцева Махеш Бхупати | 2-6 6-1 1-6 |

### Финалы командных турниров (3)

#### Победы (2)
| №  | Год  | Турнир          | Команда                      | Соперник в финале               | Счёт |
| 1. | 2002 | Кубок Федерации | Словакия Гусарова, Гантухова | Испания Мартинес, Серна, Санчес | 3-1  |
| 2. | 2005 | Кубок Хопмана   | Словакия · Хрбаты, Гантухова | Аргентина · Дулко, Кориа        | 2-1  |

#### Поражения (1)
| №  | Год  | Турнир        | Команда                      | Соперник в финале      | Счёт |
| 1. | 2004 | Кубок Хопмана | Словакия · Гантухова, Кучера | США · Дэвенпорт, Блэйк | 1-2  |

## История выступлений на турнирах
| Турнир                 | 2000          | 2001          | 2002          | 2003          | 2004          | 2005          | 2006          | 2007          | 2008          | 2009          | 2010          | 2011          | 2012   | 2013          | 2014          | 2015          | 2016  | 2017  | Итог   | В/П за карьеру |
| ---------------------- | ------------- | ------------- | ------------- | ------------- | ------------- | ------------- | ------------- | ------------- | ------------- | ------------- | ------------- | ------------- | ------ | ------------- | ------------- | ------------- | ----- | ----- | ------ | -------------- |
| Турниры Большого Шлема |               |               |               |               |               |               |               |               |               |               |               |               |        |               |               |               |       |       |        |                |
| Australian Open        | К             | 1Р            | 3Р            | 1/4           | 2Р            | 3Р            | 4Р            | 4Р            | 1/2           | 3Р            | 3Р            | 1Р            | 3Р     | 1Р            | 3Р            | 2Р            | 1Р    | К     | 0 / 18 | 30-19          |
| Rolland Garros         | -             | 2Р            | 4Р            | 2Р            | 1Р            | 3Р            | 4Р            | 3Р            | -             | 1Р            | 4Р            | 4Р            | -      | 1Р            | 3Р            | 1Р            | 1Р    | -     | 0 / 14 | 23-14          |
| Уимблдон               | К             | 2Р            | 1/4           | 2Р            | 3Р            | 3Р            | 4Р            | 4Р            | 2Р            | 4Р            | 2Р            | 3Р            | 1Р     | 1Р            | 1Р            | 2Р            | 1Р    | -     | 0 / 17 | 24-17          |
| US Open                | К             | 1Р            | 1/4           | 3Р            | 3Р            | 3Р            | 2Р            | 1Р            | 1Р            | 4Р            | 3Р            | 1Р            | 1Р     | 1/4           | 2Р            | 1Р            | -     | -     | 0 / 16 | 22-16          |
| Итог                   | 0 / 3         | 0 / 4         | 0 / 4         | 0 / 4         | 0 / 4         | 0 / 4         | 0 / 4         | 0 / 4         | 0 / 3         | 0 / 4         | 0 / 4         | 0 / 4         | 0 / 3  | 0 / 4         | 0 / 4         | 0 / 4         | 0 / 3 | 0 / 1 | 0 / 65 |                |
| В/П в сезоне           | 3-3           | 2-4           | 13-4          | 8-4           | 4-4           | 8-4           | 10-4          | 8-4           | 6-3           | 8-4           | 8-4           | 5-4           | 2-3    | 4-4           | 5-4           | 2-4           | 3-3   | 0-1   |        | 99-65          |
| Итоговый чемпионат WTA |               |               |               |               |               |               |               |               |               |               |               |               |        |               |               |               |       |       |        |                |
| Итоговый чемпионат WTA | -             | -             | 1Р            | -             | -             | -             | -             | Группа        | -             | -             | -             | -             | -      | -             | -             | -             | -     | -     | 0 / 2  | 1-3            |
| Турнир чемпионок WTA   | Не проводился | Не проводился | Не проводился | Не проводился | Не проводился | Не проводился | Не проводился | Не проводился | Не проводился | -             | 1/2           | 1/4           | Группа | -             | -             | -             | -     | -     | 0 / 1  | 0-3            |
| Олимпийские игры       |               |               |               |               |               |               |               |               |               |               |               |               |        |               |               |               |       |       |        |                |
| Летняя олимпиада       | -             | Не проводился | Не проводился | Не проводился | 2Р            | Не проводился | Не проводился | Не проводился | 2Р            | Не проводился | Не проводился | Не проводился | 3Р     | Не проводился | Не проводился | Не проводился | -     | НП    | 0 / 3  | 4-3            |

К — проигрыш в квалификационном турнире.
| Турнир                 | 2001          | 2002          | 2003          | 2004  | 2005          | 2006          | 2007          | 2008  | 2009          | 2010          | 2011          | 2012  | 2013          | 2014          | 2015          | 2016  | Итог   | В/П за карьеру |
| ---------------------- | ------------- | ------------- | ------------- | ----- | ------------- | ------------- | ------------- | ----- | ------------- | ------------- | ------------- | ----- | ------------- | ------------- | ------------- | ----- | ------ | -------------- |
| Турниры Большого Шлема |               |               |               |       |               |               |               |       |               |               |               |       |               |               |               |       |        |                |
| Australian Open        | 1Р            | Ф             | 1/4           | 1Р    | 1/4           | 3Р            | 1/4           | 3Р    | Ф             | -             | -             | 3Р    | 1Р            | 3Р            | 2Р            | -     | 0 / 13 | 26-12          |
| Roland Garros          | 3Р            | 1Р            | 1/2           | 2Р    | 2Р            | Ф             | -             | -     | 3Р            | 2Р            | 1Р            | -     | 1Р            | 1Р            | 3Р            | -     | 0 / 12 | 18-11          |
| Уимблдон               | 3Р            | 2Р            | 2Р            | 2Р    | 1/4           | 1Р            | 1Р            | -     | 2Р            | 3Р            | 3Р            | 2Р    | 2Р            | 2Р            | 2Р            | 1Р    | 0 / 15 | 17-13          |
| US Open                | 1Р            | 1Р            | 3Р            | 1Р    | 3Р            | 2Р            | 3Р            | 3Р    | 3Р            | 2Р            | 1/2           | 1Р    | 1Р            | 1Р            | -             | -     | 0 / 14 | 16-14          |
| Итог                   | 0 / 4         | 0 / 4         | 0 / 4         | 0 / 4 | 0 / 4         | 0 / 4         | 0 / 3         | 0 / 2 | 0 / 4         | 0 / 3         | 0 / 3         | 0 / 3 | 0 / 4         | 0 / 4         | 0 / 3         | 0 / 1 | 0 / 54 |                |
| В/П в сезоне           | 4-4           | 5-4           | 9-4           | 2-4   | 9-4           | 8-4           | 5-3           | 4-1   | 10-4          | 4-2           | 6-3           | 3-3   | 1-3           | 3-3           | 4-3           | 0-1   |        | 77-50          |
| Олимпийские игры       |               |               |               |       |               |               |               |       |               |               |               |       |               |               |               |       |        |                |
| Летняя олимпиада       | Не проводился | Не проводился | Не проводился | 1Р    | Не проводился | Не проводился | Не проводился | 1Р    | Не проводился | Не проводился | Не проводился | 1Р    | Не проводился | Не проводился | Не проводился | -     | 0 / 3  | 0-3            |

| Турнир                 | 2001  | 2002  | 2003  | 2004  | 2005  | 2007  | 2010  | 2011  | 2012  | 2013  | 2014  | Итог   | В/П за карьеру |
| ---------------------- | ----- | ----- | ----- | ----- | ----- | ----- | ----- | ----- | ----- | ----- | ----- | ------ | -------------- |
| Турниры Большого шлема |       |       |       |       |       |       |       |       |       |       |       |        |                |
| Australian Open        | -     | П     | 1/2   | 2Р    | 1Р    | 1Р    | 2Р    | -     | -     | 2Р    | 1/4   | 1 / 8  | 13-6           |
| Roland Garros          | -     | 1/4   | 1Р    | 1/2   | П     | -     | -     | -     | -     | 2Р    | -     | 1 / 5  | 11-3           |
| Уимблдон               | П     | Ф     | 3Р    | 2Р    | -     | -     | -     | -     | 1Р    | 1Р    | -     | 1 / 6  | 13-5           |
| US Open                | -     | 2Р    | 1Р    | 1Р    | П     | -     | 1Р    | 2Р    | 1Р    | -     | -     | 1 / 7  | 7-5            |
| Итог                   | 1 / 1 | 1 / 4 | 0 / 4 | 0 / 4 | 2 / 3 | 0 / 1 | 0 / 2 | 0 / 1 | 0 / 2 | 0 / 3 | 0 / 1 | 4 / 26 |                |
| В/П в сезоне           | 6-0   | 12-2  | 5-4   | 5-4   | 10-1  | 0-1   | 1-1   | 1-1   | 0-2   | 2-2   | 2-1   |        | 44-19          |

## Призовые за время выступлений вWTA-туре
| Год     | Одиночные титулы | Парные титулы | Титулы в миксте | Призовые ($) | Рейтинг призовых |
| ------- | ---------------- | ------------- | --------------- | ------------ | ---------------- |
| 2001    | 0                | 1             | 1               | 252,296      | 39               |
| 2002    | 1                | 2             | 1               | 1,188,379    | 7                |
| 2003    | 0                | 0             | 0               | 579,804      | 16               |
| 2004    | 0                | 0             | 0               | 527,063      | 22               |
| 2005    | 0                | 2             | 2               | 797,787      | 15               |
| 2006    | 0                | 2             | 0               | 710,720      | 17               |
| 2007    | 2                | 0             | 0               | 1,205,487    | 10               |
| 2008    | 0                | 0             | 0               | 614,474      | 25               |
| 2009    | 0                | 0             | 0               | 720,303      | 23               |
| 2010    | 0                | 0             | 0               | 555,619      | 37               |
| 2011    | 1                | 1             | 0               | 809,682      | 24               |
| 2012    | 1                | 0             | 0               | 465,760      | 41               |
| 2013    | 1                | 0             | 0               | 807,736      | 30               |
| 2014    | 0                | 0             | 0               | 514,806      | 46               |
| Карьера | 6                | 9             | 4               | 9,815,276    | 33               |